# Al Ghuraba Media
Al-Ghuraba Media ist eine Medienstelle der sunnitischen Miliz Islamischer Staat. Der Name al-Ghuraba bedeutet „Die Fremden“, was auf das im Salafismus weit verbreitete Konzept des al-gharīb zurückgeht.

## Gründung
Al-Ghuraba Media soll laut dem österreichischen Magazin Profil vom ägyptisch-österreichischen Islamist Mohamed Mahmoud, der sich selbst Abu Usama al-Gharib nennt, im September 2014 in der syrischen Stadt Raqqa gegründet worden sein. Das Datum kann jedoch nicht stimmen, da bereits im Dezember 2013 auf eine Anfrage der Linken im Bundestag der Name Al Ghuraba Media genannt wurde.
Festzuhalten ist in jedem Fall, dass bei al-Ghuaraba Media am Anfang hauptsächlich deutschsprachige Dschihadisten tätig waren. Das Magazin Profil schreibt, dass Al Ghuraba Media gemeinsam mit mehreren Seiten in Sozialen Netzwerken und einer Radiostation das Herzstück der IS-Propaganda sei. Mohamed Mahmoud habe demnach die Idee für dieses Netzwerk bereits in seiner Zeit im Gefängnis in Wien in einem 300-seitigen Grundsatzpapier entworfen. Bekannt wurde Mahmoud unter anderem durch die GIMF, welche er schon 2005 gründete. Hauptaufgabe dieser Plattform war das Übersetzen arabischsprachiger Propaganda von al-Qāʿida ins Deutsche. Er war stets der Ansicht, dass man Propaganda im Internet für alle zugänglich verbreiten müsse, damit „die Ungläubegen [sic.!] geschockt werden“.

### Verbindung zu Turkī al-Binʿalī
Genaue Aussagen über die Entstehung und die Köpfe hinter al-Ghuraba Media lassen sich an dieser Stelle aufgrund der Quellenlage nicht treffen. Es bleibt jedoch festzuhalten, dass Mahmoud aufgrund seiner Texte über das Konzept des Fremden, die er über seine GIMF publizierte, sehr wohl als Kopf hinter dieser Medienstelle in Frage kommt. Der Name dieser Medienstelle weist hohe Ähnlichkeiten mit seinen Ideen auf und zudem hatte er schon mit der GIMF erste Erfahrungen als Publizist gesammelt, sich dabei einen Namen gemacht und einen Kreis von Anhängern aufgebaut. Zudem ist auch anzumerken, dass Al Ghuraba Media viele wichtige Texte der IS-Organisation, vor allem von Turkī al-Binʿalī, der sich selbst ebenfalls als Fremder bezeichnet, ins Deutsche übersetzt – als Beispiel sei an dieser Stelle „Das Ausstrecken der Hände zur Bayah an Al-Baghdadi“ von al-Binʿalī erwähnt.

## Verbreitung
Auf eine Anfrage der Fraktion Die Linke im Bundestag vom 9. Dezember 2013 zum Thema welche „Medienstellen“ deutscher Islamisten es in Syrien antwortete die Bundesregierung, dass sowohl das „ShamCenter“ als auch „Al Ghuraba Media“ bekannt seien. Beide Stellen würden überwiegend auf Deutsch publizieren, um deutsches Publikum nach Syrien zu locken. Anfangs war es offenbar lediglich ein Twitter-Account, der die IS-Propaganda vertrieb. Daneben wurden ebenso Publikationen von Dschihadisten aus dem Kaukasus und ein Video von Boko Haram getwittert. Dieser Account ist mittlerweile gesperrt, es existiert jedoch noch eine offizielle Website auf jimdo.com – ein deutscher Anbieter für Websites. Dabei soll auf gar keinen Fall unterstellt werden, dass Jimdo etwas mit der IS-Organisation zu tun hätte.